# Cunard-White Star Line
Cunard-White Star Line je bila britanska pomorska družba med letom 1934 in 1948. Podjetje je bilo ustanovljeno za nadzor skupnih oceanskih potniških ladij družbe White Star Line in Cunard Line, potem, ko sta obe podjetji doživeli finančne težave med veliko gospodarsko krizo. Družba Cunard White Star je nadzorovala skupno petindvajset velikih oceanskih ladij (Cunard je prispeval petnajst, White Star pa deset). Tako White Star, kot Cunard sta bili v hudih finančnih težavah in sta na podbudo britanske vlade želela dokončati gradnjo novih ladij: White Star je imel Hull 844 - RMMV Oceanic -, Cunard pa Hull 534 - RMS Queen Mary. Cunard je imel v lasti 62 % novih ladij, White Star pa preostalih 38%. 
Ker je bila družba Cunard Line v boljšem finančnem stanju, kot White Star Line, je začela absordirati vsa sredstva družbe White Star Line in posledično je večino linijskih ladij hitreje upokojila in prodala razrez. Avstralske in novozelanske službene ladje družbe White Star Line so bile leta 1934 prodane družbi Shaw Savill & Albion, RMS Olympic je bil iz čezatlantske službe umaknjen leta 1935, RMS Mauretania pa leta 1934. Vodilna ladja družbe White Star Line RMS Majestic, ki je bila do leta 1935 največja ladja na svetu, je bila umaknjena iz čezatlanstke službe leta 1936.         
Po vojni leta 1947 je Cunard pridobil 38 % ladij od Cunard White Star, ki ni imel ničesar in je leta 1949 odkupil celotno podjetje, ki deluje individualno kot Cunard Line. Vendar pa so bile v času združitve in pozneje na ladjah družbe Cunard, nameščene zastave obeh družb, tudi White Star. Vendar je zastava Cunarda bila nameščena z zastavo White Star, na zadnjih dveh ladjah družbe White Star, MV Georgic in MV Britannic. MV Georgic je bil upokojen leta 1956. MV Britannic je 25. novembra 1960 opravil svojo zadnjo plovbo iz Liverpoola v New York in se zadnjič vrnil v Liverpool po svojih močeh do ladjedelničarjev in je bil zadnji linijski parnik podjetja White Star. Obstoječi razpis je zapustil potniški trajekt SS Nomadic, ki je bil do leta 1934 tudi lastnik podjetja in kot zadnja preživela ladja podjetja White Star Line, ki tudi danes ob redkih priložnostih zapluje.          
Kljub temu so vse ladje podjetja Cunard Line na svojih jamborjih nosile zastave Cunard in White Star Line, do 4. novembra 1968. Po tem so bili vsi ostanki družbe zapuščeni, iz imena Cunard pa je bilo odstranjeno ime White Star. Od tega trenutka je Cunard Line deloval kot ločen subjekt do leta 2005, ko ga je prevzela družba Carnival Corporation.  